# Phaedrotettix gualaguises
Phaedrotettix gualaguises är en insektsart som beskrevs av Fontana och Buzzetti 2007. Phaedrotettix gualaguises ingår i släktet Phaedrotettix och familjen gräshoppor. Inga underarter finns listade i Catalogue of Life.